# Marin Moț
Pas d'image ? Cliquez ici

a Compétitions nationales et continentales officielles uniquement.

b Matchs officiels uniquement.
Marin Moț, né le 9 juillet 1956, est un joueur de rugby à XV roumain. Il a joué avec l'équipe de Roumanie de 1980 à 1988, évoluant au poste de talonneur. Il a ensuite entraîné le RC Steaua Bucarest de 2004 à 2014, et gagné le titre national en 2005 et 2006. Il a remplacé en 2007 au poste d'entraîneur de l'équipe nationale le Français Daniel Santamans qui a rejoint le club français de Blagnac. Il est remplacé par Serge Laïrle en 2008.

## Carrière de joueur

### En équipe de Roumanie
Marin Mot connaît sa première cape le 30 avril 1980 à l'occasion d'un match contre l'équipe du Maroc. Sa dernière apparition a lieu le 23 octobre 1988 contre la Russie.

### Statistiques
- 10 sélections de 1980 à 1988
- 2 essais (8 points)

## Palmarès
- Champion de Roumanie en 1983, 1984, 1985, 1987, 1988, 1989 et 1992.  (comme joueur)
- Champion de Roumanie en  2005 et 2006. (comme entraîneur)
- Vainqueur de la Coupe de Roumanie en 2005, 2006, 2007, 2009 et 2013 (comme entraîneur)